# Veress-kastély (Bábolna)
A bábolnai Veress-kastély műemlék épület Romániában, Hunyad megyében. A romániai műemlékek jegyzékében a  HD-II-m-A-03257 sorszámon szerepel.